# Rue Hector-Guimard
La rue Hector-Guimard est une voie du 19e arrondissement de Paris, en France.

## Situation et accès
La rue Hector-Guimard est une voie publique située dans le 19e arrondissement de Paris. Elle débute au 3, place Jean-Rostand et se termine au 7, rue Jules-Romains.

## Origine du nom

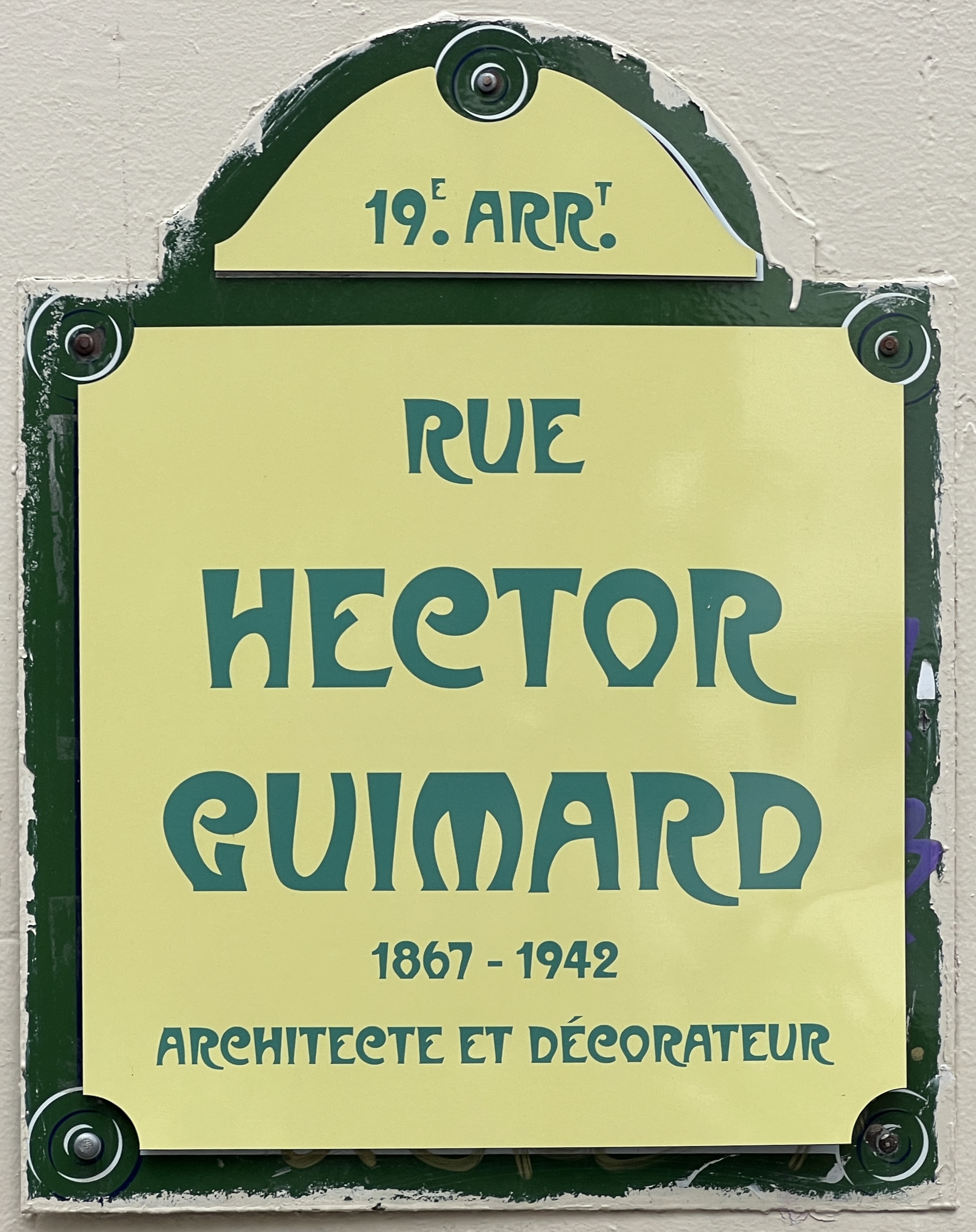
Plaque de la rue.

Elle porte le nom de l'architecte et décorateur français Hector Guimard (Lyon, 10 mars 1867 – New York, 20 mai 1942).

## Historique
La voie est créée dans le cadre de l'aménagement du secteur de rénovation Rébeval sous le nom provisoire de « voie BS/19 » et prend sa dénomination actuelle par un arrêté municipal du 26 novembre 1984.